# Liste der Flaggen im Landkreis Tübingen
Diese Liste beinhaltet alle Flaggen im Landkreis Tübingen in Baden-Württemberg, inklusive historischer Flaggen.
In Baden-Württemberg werden zweibahnige Flaggen verliehen, deren Farben den Wappenfarben entsprechen. Dabei wird oft als erste Farbe der Flagge (links vom Betrachter) die Farbe der Wappenfigur und als zweite Farbe die des Wappengrundes genommen. Flaggen, die vor Inkrafttreten der deutschen Gemeindeordnung 1935 geführt wurden, dürfen beibehalten werden, auch wenn diese nicht den heutigen Bestimmungen in Baden-Württemberg entsprechen.

## Landkreis Tübingen
| Landkreis          | Flagge | Kommentare |
| Landkreis Tübingen |        | Wappen am 3. September 1973 vom Innenministerium verliehen: „In Silber (Weiß) an einem aus dem Unterrand wachsenden, schräggestellten schwarzen Speer eine dreilatzige rote Fahne.“ Flagge: Rot-Weiß. |

## Flaggen der Städte im Landkreis Tübingen
| Stadt                | Flagge | Kommentare |
| Mössingen            |        | Wappen am 23. August 1952 vom Innenministerium Württemberg-Hohenzollern, Flagge am 11. November 1952 von der vorläufigen Regierung verliehen: „In Schwarz ein silberner (weißer) Wellenschräglinksbalken, begleitet oben von drei (2:1) silbernen (weißen) Schildchen, unten von einem silbernen (weißen) Schalenbrunnen mit aufsteigendem und zu beiden Seiten niederfallendem silbernem (weißem) Wasserstrahl.“ Flagge: Weiß-Schwarz.        |
| Rottenburg am Neckar |        | Hohenbergisches Wappen im ältesten bekannten Siegelabdruck von 1282 belegt: „Von Silber (Weiß) und Rot geteilt.“ Flagge: Weiß-Rot. |
| Tübingen             |        | Wappen der Pfalzgrafen von Tübingen im ältesten bekannten Siegelabdruck von 1272 belegt. Oberwappen am 18. August 1514 von Herzog Ulrich von Württemberg verliehen: „In Gold (Gelb) an drei roten Trageringen eine dreilatzige rote Fahne. Auf dem Schild zwei schräg gekreuzte, mit roten, golden geschlitzten Puffärmeln bekleidete Männerarme, die zwei mit den Spitzen aufwärts zeigende schwarze Hirschstangen halten.“ Flagge: Rot-Gelb. |

## Flaggen der Gemeinden im Landkreis Tübingen
| Gemeinde           | Flagge | Kommentare |
| Ammerbuch          |        | Wappen und Flagge am 9. September 1975 vom Innenministerium verliehen: „In Gold (Gelb) eine bewurzelte grüne Buche, der Stamm überdeckt mit einem erniedrigten blauen Wellenbalken.“ Flagge: Blau-Gelb. |
| Bodelshausen       |        | Wappen um die Wende der Jahre 1933/1934 festgelegt. Flagge am 6. Oktober 1982 vom Landratsamt Tübingen verliehen: „In geteiltem Schild oben in Rot ein schreitender goldener (gelber) Löwe, unten in Gold (Gelb) eine rechtshin liegende schwarze Hirschstange.“ Flagge: Gelb-Rot.                         |
| Dettenhausen       |        | Wappen am 22. März 1955 festgelegt, mit Flagge am 12. September 1955 von der Landesregierung verliehen: „Unter rotem Schildhaupt, darin eine abgeschnittene, linkshin liegende goldene (gelbe) Gerstenähre, in Gold (Gelb) ein stehender roter Hirsch.“ Flagge: Rot-Gelb.                                  |
| Dußlingen          |        | Löwe erscheint 1924 im Schultheißenamtssiegel. Wappenfarben im Jahre 1927 festgelegt: „In Rot ein goldener (gelber) Löwe.“ Flagge: Weiß-Rot. |
| Gomaringen         |        | Wappen und Flagge auf Vorschlag der Archivdirektion Stuttgart vom 27. Juni 1929 angenommen: „In Rot ein offener silberner (weißer) Flug.“ Flagge: Weiß-Rot. |
| Hirrlingen         |        | Siegel im 19. Jahrhundert zeigen Wappen mit Schrägbalken, belegt mit gestürzter Pflugschar. Pflugschar seit 1920 als Pfeil interpretiert. Heutiges Wappen mit Flagge am 19. Februar 1963 vom Innenministerium verliehen: „In Rot eine gestürzte silberne (weiße) Pflugschar.“ Flagge: Rot-Weiß.            |
| Kirchentellinsfurt |        | Wappen und Flagge am 12. Januar 1960 vom Innenministerium verliehen: „In Rot ein silberner (weißer) Wellengöppel, oben begleitet von zwei goldenen (gelben) Kleeblattkreuzen.“ Flagge: Weiß-Rot. |
| Kusterdingen       |        | |
| Nehren             |        | Wappen im Jahre 1909 angenommen. Flagge am 1. Oktober 1982 vom Landratsamt Tübingen verliehen: „In Rot ein silberner (weißer) Sparren.“ Flagge: Weiß-Rot. |
| Neustetten         |        | Wappen und Flagge am 6. Oktober 1955 vom Innenministerium verliehen: „Unter goldenem (gelbem) Schildhaupt, darin ein schwarzer Schwurstab, in Rot ein silberner (weißer) Sparren, begleitet von drei sechsstrahligen goldenen (gelben) Sternen.“ Flagge: Gelb-Rot.                                         |
| Ofterdingen        |        | Garbe und Dreschflegel erscheinen in 1555 abgedrücktem Siegel. Wappen im Jahre 1931 gestaltet. Flagge am 6. Oktober 1982 vom Landratsamt Tübingen verliehen: „In Blau eine goldene (gelbe) Garbe mit pfahlweis durchgestecktem, nach rechts gewendetem goldenem (gelbem) Dreschflegel.“ Flagge: Gelb-Blau. |
| Starzach           |        | Wappen und Flagge am 6. Oktober 1982 vom Landratsamt Tübingen verliehen: „In goldenem (gelbem) Schild zwei schräglinke blaue Wellenleisten, begleitet außen von je einer, innen von drei fünfblättrigen roten Rosen.“ Flagge: Blau-Gelb.                                                                   |